# Třebín (Dubné)
Třebín je vesnice, část obce Dubné v okrese České Budějovice v Jihočeském kraji. Nachází se asi dva kilometry jihovýchodně od Dubného. Je zde evidováno 90 adres. V roce 2011 zde trvale žilo 214 obyvatel.
Třebín je také název katastrálního území o rozloze 3,43 km².

## Historie
První písemná zmínka o vesnici pochází z roku 1263.

## Obyvatelstvo
| Rok            | 1869 | 1880 | 1890 | 1900 | 1910 | 1921 | 1930 | 1950 | 1961 | 1970 | 1980 | 1991 | 2001 | 2011 | 2021 |
| -------------- | ---- | ---- | ---- | ---- | ---- | ---- | ---- | ---- | ---- | ---- | ---- | ---- | ---- | ---- | ---- |
| Počet obyvatel | 180  | 219  | 237  | 259  | 236  | 211  | 186  | 178  | 194  | 161  | 144  | 147  | 169  | 214  | 335  |
| Počet domů     | 24   | 32   | 37   | 37   | 38   | 40   | 44   | 48   | 48   | 47   | 46   | 61   | 69   | 81   | 123  |

## Obecní správa
V letech 1850–1943 a znovu 1945–1960 byl Třebín samostatnou obcí. Během války a opět od 12. června 1960 se stal součástí obce Dubné.

## Osobnosti
Narodil se zde český spisovatel Jakub Honner.